# Bruce Jarchow
Bruce Jarchow (Evanston, 19 maggio 1948) è un attore statunitense.

## Filmografia parziale
- Big (1988)
- Ghost - Fantasma (1990)
- My Life - Questa mia vita (1993)
- Il terrore dalla sesta luna (1994)
- Virus letale (1995)
- E.R. - Medici in prima linea (1 episodio, 2004)
- Desperate Housewives (4 episodi, 2006)
- La vita secondo Jim (6 episodi, 2004-2009)

## Doppiatori italiani
Nelle versioni in italiano delle opere in cui ha recitato, Bruce Jarchow è stato doppiato da:
- Sergio Di Giulio in E.R. - Medici in prima linea, Desperate Housewives
- Carlo Reali in Ghost - Fantasma